# Dave Ewers
Pas d'image ? Cliquez ici

a Compétitions nationales et continentales officielles uniquement.

b Matchs officiels uniquement.
Dernière mise à jour le 3 décembre 2024.
Dave Ewers, né le 3 novembre 1990 à Harare (Zimbabwe), est un joueur zimbabwéen de rugby à XV, jouant au poste de troisième ligne centre ou de troisième ligne aile aux Stormers.

## Biographie

### Jeunesse ou formation
Né au Zimbabwe de parents fermiers, Dave Ewers émigre avec sa famille en Angleterre à l'âge de quatorze ans pour fuir la politique de Robert Mugabe et sa réforme agraire,. Sa famille s'installe dans le Devon, et il est scolarisé au lycée d'Ivybridge.

### Carrière en club
Dave Ewers rejoint en 2009 l'académie des Exeter Chiefs, qui évolue alors en Championship (deuxième division anglaise). Il joue son premier match professionnel en British and Irish Cup, le 20 novembre 2009 contre Newport RFC, et connait sa première titularisations quelques mois plus tard contre les Cornish Pirates,. La même saison, il est également prêté au Exmouth RFC (en) en South West Premier (en) (poule régionale du championnat de cinquième division),.
En 2010, son club est promu en Premiership, et il glane du temps de jeu en Coupe Anglo-Galloise et Challenge européen. Il joue sa première rencontre de Premiership le 7 janvier 2012 à l'occasion d'un déplacement à Newcastle. Il est à nouveau prêté, lors des saisons 2011-2012 et 2012-2013 au club de Championship des Cornish Pirates.
Il ne s'impose comme un titulaire indiscutable qu'à partir de 2013, après la retraite de l'emblématique Richard Baxter (en),. D'abord considéré essentiellement comme un n°8, il est déplacé à partir de 2014 au poste de troisième ligne aile à la suite du recrutement de Thomas Waldrom, puis de l'émergence de Sam Simmonds,. Grâce à son gros gabarit (1,93 m pour 125 kg), il devient un élément réputé en Angleterre pour sa puissance ballon en main, et sa défense rugueuse,.
En 2017, Exeter gagne le premier titre national de son histoire, mais Ewers ne participe pas aux phases finales après une grave blessure au genou. Il est en revanche titulaire trois ans plus tard, lorsque son équipe réalise le doublé Premiership-Coupe d'Europe après une saison 2019-2020 réussie. Il devient alors le premier joueur zimbabwéen à soulever la Coupe d'Europe.
Il joue son deux centième match avec Exeter en janvier 2022.
En janvier 2023, il signe avec la province nord-irlandaise de l'Ulster, évoluant en United Rugby Championship, à partir de la saison 2023-2024. Il joue dix-huit matchs avec cette équipe, dont huit titularisations. Au terme de son contrat d'un an, il n'est pas conservé et quite la province en juin 2024. Dave Ewers s'engage ensuite aux Stormers pour la saison 2024-2025.

### Carrière internationale
Dave Ewers est sélectionné avec les England Saxons (Angleterre A) en janvier 2014,afin de disputer une rencontre contre l'Écosse A. Il joue à nouveau avec les Saxons l'année suivante contre les Ireland Wolfhounds (en), puis il effectue la tournée en Afrique du Sud en 2016, où il affronte à deux reprises l'équipe d'Afrique du Sud A,.
Il est sélectionné pour la première fois avec l'Angleterre en mai 2014 par le sélectionneur Stuart Lancaster. Il joue son premier match sous les couleurs anglaises le 1er juin 2014 contre les Barbarians à Twickenham, marquant un essai à cette occasion. Il s'agit d'une rencontre non-officielle, et qui n'est donc pas considérée une sélection.
Il est à nouveau sélectionné en février 2016, par le nouveau sélectionneur Eddie Jones, pour participer au Tournoi des Six Nations, mais ne dispute finalement aucun match. Une série de blessure, et l'importante concurrence à son poste, font qu'il n'est pas rappelé en sélection par la suite.

## Palmarès

### En club
- Vainqueur de la Coupe anglo-galloise en 2014 et 2018 avec les Exeter Chiefs.
- Finaliste de la Coupe anglo-galloise en 2015 avec les Exeter Chiefs.
- Finaliste du Championnat d'Angleterre en 2016, 2018, 2019 et 2021 avec les Exeter Chiefs.
- Vainqueur du Championnat d'Angleterre en 2017 et 2020 avec les Exeter Chiefs.
- Vainqueur de la Coupe d'Europe en 2020 avec les Exeter Chiefs.

### Distinctions personnelles
- Membre de l'équipe type du Championnat d'Angleterre en 2021[25]